# Williams-Kurven
Die Williams-Kurven (nach Michael Williams) ermöglichen die Bestimmung, welche Mikrofonbasis a und welcher Achsenwinkel α zu welchem nutzbaren Aufnahmebereich führen.
Hierbei wird für die Lokalisation aus der Richtung eines Stereolautsprechers eine maximale Pegeldifferenz von 15 dB und eine maximale Laufzeitdifferenz von 1,21 ms angenommen. Diese Werte wurden empirisch durch Marracasklicken und Sprachsignale im reflexionsarmen Raum gefunden. Je kürzer die Klicksignale sind, umso kleiner erscheinen die gefundenen Werte.